# Saclepea
Koordinaten: 6° 58′ N, 8° 50′ W
Saclepea ist eine Stadt in Liberia. Sie liegt im Nimba County und zählte im Jahr 2008 12.117 Einwohner.
Aufgrund ihrer Nähe zur Elfenbeinküste, wurde sie mehrmals Schutzort für von Gewalt fliehenden Menschen. So geschehen im Jahr 2002, als während der Bürgerkrieges mehrere tausend Menschen in Nimba County Schutz suchten, sowie in den Jahren 2010 und 2011 im Zuge der dortigen Regierungskrise. Das UNHCR leistete vor Ort Hilfe und baute beide Male ein Flüchtlingslager sowie eine Schule und eine Bücherei im Jahr 2002.